# Günter Reisch
Pour les articles homonymes, voir Reisch.
Günter Julius Hermann Reisch, né à Berlin (Allemagne) le 24 novembre 1927 et mort dans cette ville le 24 février 2014, est un réalisateur et scénariste allemand et est-allemand.

## Filmographie partielle

### Au cinéma
- 1956 : Junges Gemüse
- 1957 : Spur in die Nacht (de) (aussi coscénariste)
- 1958 : Le Chant des matelots (Das Lied der Matrosen, coréalisation)
- 1959 : Maibowle (de) (aussi coscénariste)
- 1959 : L'Étoile du silence (Der schweigende Stern, seulement coscénariste)
- 1960 : Silvesterpunsch (de) (aussi coscénariste)
- 1961 : Gewissen in Aufruhr (de) (aussi coscénariste)
- 1962 : Ach, du fröhliche … (de)
- 1963 : Der Dieb von San Marengo (aussi coscénariste)
- 1965 : Karl Liebknecht (aussi coscénariste)
- 1967 : Ein Lord am Alexanderplatz (de) (aussi coscénariste)
- 1968 : Jungfer, Sie gefällt mir (de) (aussi coscénariste)
- 1970 : Chemins vers Lénine (Unterwegs zu Lenin) (aussi coscénariste)
- 1972 : Trotz alledem!
- 1973 : Wolz – Leben und Verklärung eines deutschen Anarchisten (de)
- 1976 : Nelken in Aspik (aussi coscénariste et interprète)
- 1977 : Anton der Zauberer (de)
- 1978 : Addio, piccola mia (seulement brève apparition)
- 1980 : La Fiancée (Die Verlobte) (coréalisation)
- 1987 : Wie die Alten sungen… (aussi coscénariste)
- 1989 : Zimbabwe – Dreams of the future (consultant)
- 1993 : Der olympische Sommer (consultant)
- 1993 : Glamour und Protest – Ein Cowboy im Sozialismus (participation)
- 2002 : Nelken für Reisch (participation)